# Comuna Polean, Slavuta
Polean (în ucraineană Полянь) este o comună în raionul Slavuta, regiunea Hmelnîțkîi, Ucraina, formată din satele Horovîțea, Kolomie, Komarivka și Polean (reședința).

## Demografie
Componența lingvistică a comunei Polean
     Ucraineană (97,98%)
     Rusă (1,95%)
Conform recensământului din 2001, majoritatea populației comunei Polean era vorbitoare de ucraineană (97,98%), existând în minoritate și vorbitori de rusă (1,95%).